# 디제이맥스
《디제이맥스》(DJMAX)는 펜타비전에서 개발한 음악 게임 시리즈이다. 출시 당시부터 엄청난 인기를 얻어서, 온라인 게임판외에도 플레이스테이션 포터블판, 아케이드판, 모바일판으로 출시되었다. 온라인판은 대한민국과 중국과 일본에서 서비스되었으나, 한국에서는 2008년 온라인 서비스가 모두 종료되었다. 플레이스테이션 포터블판은 ‘DJMAX Portable(디제이맥스 포터블)’이라는 이름으로 발매되어 대한민국에서 2006년 4월 6만장의 판매고를 올렸다. 2007년 3월에 발매된 ‘DJMAX Portable 2(디제이맥스 포터블 2)’는 발매된 지 한 달도 안 되어 5만장이 판매되는 기록을 세웠다.
그리고 2008년 7월 신봉건(Ponglow) 프로듀서의 지휘 아래 《DJMAX METRO Project》라는 이름의 프로젝트 일환으로 2008년 8월 아케이드 버전으로의 신작 DJMAX TECHNIKA (디제이맥스 테크니카)가 공개되었고, 2008년 10월 DJMAX Portable CLAZZIQUAI EDITION (디제이맥스 포터블 클래지콰이 에디션)이, 그리고 2008년 12월 DJMAX Portable BLACK SQUARE (디제이맥스 포터블 블랙 스퀘어) 가 발매되었으며 같은 기시에 메트로 프로젝트 외 작품으로 PC용의 DJMAX Trilogy (디제이맥스 트릴로지)가 출시되었다. 디제이맥스 시리즈의 현재 가장 최신작으로는 아케이드 판으로 2011년 10월 출시된 DJMAX TECHNIKA 3가 있고 포터블 시리즈로는 정식 넘버링 타이틀인 DJMAX Portable 3와 외전격 작품인 DJMAX TECHNIKA TUNE이 있다.

## 시리즈
- DJMAX Online (디제이맥스 온라인)

- DJMAX Portable (디제이맥스 포터블)

디제이맥스 포터블(DJMAX Portable)은 펜타비전에서 개발한 PSP 전용 리듬 액션 게임이다. 2006년 1월에 발매되었으며 한국내 판매량 약 7만장을 판매하는 등 한국 PSP 타이틀 중 최다 판매량을 기록하고 있다. 4개의 버튼을 사용하는 ROOKIE DJing 모드와 6개의 버튼을 사용하는 PRO DJing 모드, 그리고 8개의 버튼을 사용하는 MASTER DJing 모드가 있고, 정해진 곡으로 4 스테이지를 클리어하는 CLUB DJing 모드가 있다. 수록된 곡의 양은 약 50곡 이상이다.
- DJMAX Portable i (디제이맥스 포터블 인터내셔널)

디제이맥스 포터블 인터내셔널(DJMAX Portable i)은 펜타비전에서 개발한 디제이맥스 포터블의 해외수출용 버전이다. 플레이 방식과 내용은 디제이맥스 포터블과 별다른 차이점이 없지만 디제이맥스 포터블 인터내셔널에는 Dread Nought이라는 곡의 BGA에 전 미국 대통령 조지 W. 부시가 나온다는 이유로 삭제되고 그 대신 River Flow라는 곡이 수록되었다.
- DJMAX Portable 2 (디제이맥스 포터블 2)

디제이맥스 포터블 2(DJMAX Portable 2)는 펜타비전에서 개발한 PSP전용 리듬 액션 게임인 디제이맥스 포터블의 후속작이다. 2007년 3월 30일에 정식 발매되었으며 총 수록곡은 구 곡을 포함한 총 61곡(오프닝 곡 포함)을 수록하였다. 2007년, 문화체육관광부 주관 2007 대한민국 게임대상 <PC/비디오 게임> 부문에서 우수상을 수상하였다.
- DJMAX Fever (디제이맥스 피버)

디제이맥스 피버(DJMAX Fever)는 펜타비전에서 개발하고 PM스튜디오가 퍼블리싱하는 PSP전용 리듬액션게임인 디제이맥스 포터블의 북아메리카 전용 타이틀이다. 이 게임은 전작 디제이맥스 포터블과 디제이맥스 포터블 2의 몇몇 곡들이 추가되었으며 디제이맥스 피버만의 오리지널 곡인 '힙합 구조대'가 추가되었다.
- DJMAX TECHNIKA (디제이맥스 테크니카)

디제이맥스 테크니카 (DJMAX Technika)는 펜타비전이 개발한 아케이드 플랫폼의 터치스크린을 사용하는 리듬 액션 게임이다. 이 게임은 지금까지 나온 아케이드 플랫폼의 리듬 액션 게임 중 2점 이상 입력이 가능한 멀티 터치스크린을 사용한다.
- DJMAX Portable CLAZZIQUAI EDITION (디제이맥스 포터블 클래지콰이 에디션)

디제이맥스 포터블 클래지콰이 에디션 (DJMAX Portable Clazziqual Edition)은 펜타비전이 개발한 PSP용 리듬 액션 게임인 디제이맥스 포터블의 후속작이다. 디제이맥스 포터블 2의 외전격 첫 번째 작품으로, 이 게임은 전작과 달리 유명 가수 클래지콰이가 참여했다는 것에서 화제를 모으고 있으며 2008년 10월 24일 대한민국에 정식 발매되었다.
- DJMAX Portable BLACK SQUARE (디제이맥스 포터블 블랙 스퀘어)

디제이맥스 포터블 블랙 스퀘어(DJMAX Portable BLACK SQUARE)는 펜타비전이 개발한 PSP용 리듬 액션 게임인 디제이맥스 포터블의 후속작이다. 디제이맥스 포터블 2의 외전격 두 번째 작품으로, 2008년 12월 24일 대한민국에 정식 발매되었다.
- DJMAX Trilogy (디제이맥스 트릴로지)

디제이맥스 트릴로지(DJMAX Trilogy)는 DJMax Online Vol.1과 2, DJMax Portable 1과 2를 집대성한 총집편 성격의 PC 패키지 타이틀이다. 2008년 12월 24일 대한민국에 정식 발매되었으며, 네트워크 플레이를 지원하는 DJMax Online의 실질적인 후계 작품이다.
- DJMAX Mobile

- DJMAX TECHNIKA 2 (디제이맥스 테크니카 2)

디제이맥스 테크니카 2 (DJMAX Technika 2)는 펜타비전이 개발한 아케이드 플랫폼의 터치를 사용하는 리듬 액션 게임이다. 디제이맥스 테크니카의 후속작으로, 부제는 CREW RACE이다.
- DJMAX Portable 3 (디제이맥스 포터블 3)

디제이맥스 포터블 3(DJMAX Portable 3)는 펜타비전에서 개발한 PSP전용 리듬액션게임인 디제이맥스 포터블의 후속작이다. 디제이맥스 포터블 2의 뒤를 잇는 넘버링 타이틀로, 2010년 10월 14일 목요일에 정식 발매되었다. 4BFX, 6BFX(8B), 5B모드가 삭제되었고 3.2T, 4.2T, 6.2T모드가 새로 추가되었다.
- DJMAX Portable HoTtunes (디제이맥스 포터블 핫튠즈)

디제이맥스 포터블 핫튠즈 (DJMAX Portable HoTtunes)는 펜타비전이 개발한 PSP전용 리듬액션게임인 디제이맥스 포터블과 디제이맥스 포터블 2의 베스트판이다. 5B Tunes가 삭제되고 4B Lite Tunes의 추가등 세세한 변화가 이루어졌으며, 2010년 6월 11일에 출시되었다. 일본 시장에 출시되는 타이틀인만큼, 수록곡 'Ask to Wind'가 일본어 보컬인점 등 전체적으로 라이트 유저를 위한 배려가 돋보인다.
- DJMAX TECHNIKA 3 (디제이맥스 테크니카 3)

디제이맥스 테크니카 3 (DJMAX Technika 3)는 펜타비전이 개발한 아케이드 플랫폼의 터치를 사용하는 리듬 액션 게임이다. 디제이맥스 테크니카 시리즈의 3번째 시리즈이며 부제는 Crew Challenge이다.
- DJMAX Respect (디제이맥스 리스펙트)

디제이맥스 리스펙트 (DJMAX Respect)는 DJMAX 시리즈의 부활을 알리는 리부트작이다.

## 역사
- 2004년 6월 13일 - 비공개 클로즈 알파 테스트 (온라인)
- 2004년 6월 24일 - 1차 클로즈 베타 테스트 (온라인)
- 2004년 8월 2일 - 2차 클로즈 베타 테스트 (온라인)
- 2004년 8월 9일 - 3차 클로즈 베타 테스트 (온라인)
- 2004년 8월 12일 - 오픈 베타 테스트 (온라인)
- 2005년 3월 9일 - 상용화, DJMAX Emotional Sense Vol. 1 업데이트 (온라인)
- 2005년 4월 26일 - 일본어판 클로즈 베타 테스트 시작 (온라인)
- 2005년 5월 28일 - 일본어판 오픈 베타 테스트 시작 (온라인)
- 2005년 6월 15일 - GPANG판 디제이맥스 모바일(DJMAX Mobile) 출시
- 2005년 7월 22일 - DJMAX Emotional Sense Vol. 2 업데이트 (온라인)
- 2005년 8월 4일 - 일본어판 상용화 (온라인)
- 2006년 1월 14일 - PSP판 디제이맥스 포터블(DJMAX Portable) 출시
- 2006년 7월 - 중국어판 클로즈 베타 테스트 시작 (온라인)
- 2006년 10월 27일 - 디제이맥스 포터블 인터내셔널 출시
- 2007년 3월 30일 - 디제이맥스 포터블 2 출시
- 2008년 1월 28일 - 중국어판 서비스 종료 (온라인)
- 2008년 3월 21일 - 한국어판 서비스 종료 (온라인)
- 2008년 3월 31일 - 일본어판 서비스 종료 (온라인)
- 2008년 7월 27일 - 메인 홈페이지 개편(차기작 정보 암시 티저홈페이지 공개)[1]
- 2008년 8월 11일 - 신작 메트로 프로젝트 디제이맥스 테크니카 PV 영상, 수록 신곡 5곡 공개[2][3]
- 2008년 8월 15일 - 신작 디제이맥스 테크니카, 이수 테마파크 게임센터에서 첫 인컴 테스트 및 언론 공개.
- 2008년 9월 2일 - 신작 디제이맥스 포터블 클래지콰이 에디션, 디제이맥스 포터블 블랙 스퀘어 PV영상 공개.
- 2008년 10월 6일 - 새로운 VIP 서비스 플래티넘 크루 발표.
- 2008년 10월 16일 - 신작 디제이맥스 테크니카 출시
- 2008년 10월 24일 - 신작 디제이맥스 포터블 클래지콰이 에디션 출시
- 2008년 12월 8일 - 신작 디제이맥스 트릴로지 공개
- 2008년 12월 13일 - 디제이맥스 트릴로지 예판 시작
- 2008년 12월 24일 - 디제이맥스 포터블 블랙 스퀘어, 디제이맥스 트릴로지 출시.
- 2009년 1월 24일 - 북미전용 타이틀 디제이맥스 피버 출시.
- 2009년 12월 23일 - 국내 모바일 게임 디제이맥스 모바일 출시.
- 2010년 3월 4일 - 디제이맥스 테크니카 차기작, 디제이맥스 테크니카 2 티저홈페이지 공개.
- 2010년 5월 25일 - 디제이맥스 포터블 2 차기작, 디제이맥스 포터블 3 공개.
- 2010년 6월 1일 - 디제이맥스 포터블 3 티저홈페이지[깨진 링크(과거 내용 찾기)] 공개.
- 2010년 6월 1일 - 디제이맥스 포터블 핫튠즈 세부내용 공개
- 2010년 6월 3일 - 디제이맥스 포터블 핫튠즈 예판 시작
- 2010년 6월 12일 - 디제이맥스 포터블 핫튠즈 출시
- 2010년 6월 16일 - 디제이맥스 테크니카 2 출시
- 2010년 6월 18일 - 디제이맥스 포터블 3 PV영상 공개
- 2010년 8월 6일 - 디제이맥스 포터블 3 프로모션 영상 공개
- 2010년 9월 15일 - 디제이맥스 포터블 3 세부내용 공개
- 2010년 9월 16일 - 디제이맥스 포터블 3 선행 체험판 공개
- 2010년 9월 30일 - 디제이맥스 포터블 3 예판 시작
- 2010년 10월 14일 - 디제이맥스 포터블 3 출시
- 2011년 9월 7일 - 디제이맥스 테크니카의 3번째 시리즈 디제이맥스 테크니카 3 공개
- 2011년 9월 8일 - 국내 첫 PSVITA 타이틀 DJMAX TECHNIKA Vita(가칭) 발표
- 2011년 10월 27일 - 디제이맥스 테크니카 3 출시
- 2012년 4월 13일 - 디제이맥스 테크니카 튠 티저영상 공개
- 2012년 9월 28일 - 디제이맥스 레이 출시
- 2013년 10월 15일 - DJMAX 테크니카 Q for kakao 출시
- 2013년 12월 31일 - 플래티넘 크루 서비스 종료
- 2014년 1월 2일 - 플래티넘 크루 웹사이트 폐쇄
- 2016년 5월 10일 - 리부트작 DJMAX Respect 공개
- 2017년 7월 28일 - DJMAX Respect 출시
- 2020년 3월 12일 - DJMAX Respect V  출시